# Sugar Hill (New York)
Pour les articles homonymes, voir Sugar Hill.
Sugar Hill est un quartier du nord de Harlem, dans l'arrondissement de Manhattan à New York.
Constituant la partie nord de Hamilton Heights, il est bordé par la 155e Rue au nord, la 145e Rue au sud, Edgecombe Avenue à l'est et Amsterdam Avenue à l'ouest. Le nom du quartier remonte aux années 1920, lorsqu'il devint un lieu prisé de la bourgeoisie noire américaine (dans le slang new-yorkais, « sugar » signifie « fric », Sugar Hill est donc « la colline du fric »).
Plusieurs représentants de la Renaissance de Harlem ont résidé à Sugar Hill parmi lesquels W. E. B. Du Bois, Thurgood Marshall, Adam Clayton Powell et Duke Ellington, qui cita le quartier dans sa chanson Take the "A" Train. Sugar Hill fut classé comme quartier historique municipal par la Commission de conservation des monuments de la ville de New York en 2000.

## Dans la culture populaire
- Billy Strayhorn & Duke Ellington 1941 Take the "A" Train
- The Sugarhill Gang groupe de rap de Sugar Hill Records.
- AZ dans l'album Doe or Die.
- Sugar Hill (Séries TV 1999) d'Andy Cadiff
- Revocator (en) (Sugar Hill) de Leon Isacho (en), film de 1993, avec Wesley Snipes & Michael Wright.
- Sugar Hill, film blaxploitation de 1974, réalisé par Paul Maslansky avec Marki Bey.